# DR Ks 4859...4993
Die Baureihe DR Ks 4859…4993 sind Speicherlokomotiven mit der Achsfolge B, die 1930 von Windhoff hergestellt wurden.
Einige Lokomotiven waren bis Ende der 1970er Jahre bei der Deutschen Bundesbahn in Betrieb. Danach wurden sie als Geräte in verschiedenen Ausbesserungswerken eingesetzt. Einige sind als Denkmal oder noch fahrfähig im Dienst erhalten geblieben.

## Geschichte
Nach den Ergebnissen mit den Prototyplokomotiven der DR-Baureihe Ks wurde eine einheitliche Bauausführung festgelegt. Danach entstanden bei Windhoff 35 Lokomotiven als Speicherlokomotiven mit der Nummerierung im Bereich Ks 4859…4993. Eine fortlaufende Nummerierung erfolgte nicht, da sie über drei Jahre mit den dieselgetriebenen Lokomotiven der DR-Kleinlokomotive Leistungsgruppe II gemeinsam nummeriert wurden.

## Technische Beschreibung
Die Fahrzeuge waren von den Kö II lediglich durch den niedrigeren und kantigeren Vorbau zu unterscheiden. An der Fertigung waren mit dem mechanischen Teil die Firma Windhoff sowie von den Fahrmotoren und der Steuerung die Siemens-Schuckertwerke beteiligt. Die Batterien lieferte die AEG.
Im Gegensatz zu den Prototypen AEG A6000–6003 besaßen die Serienlokomotiven lediglich einen Elektromotor, der die Achsen mit einem Kettengetriebe antrieb. Die Fahrzeugsteuerung war wie bei den Kö II im Führerstand ausgeführt. Die Fahrzeuge besaßen keine durchgehende Bremse.

## Einsatz
Ihr Einsatz erfolgte meist im Innenbereich von Werken, wo keine Abgase entstehen sollten und wo die Fahrzeuge mit ihrer geringen Dauergeschwindigkeit zentimetergenau positioniert werden konnten.
Während des Zweiten Weltkrieges waren die Fahrzeuge nicht von Kraftstoffen abhängig. Sie wurden nach dem Krieg bis auf eine Lokomotive, die in Österreich verblieb, von der Deutschen Bundesbahn übernommen. Die Baureihenbezeichnung wurde 1960 von Ks in Ka geändert. 1955 waren bei der DB 33 Fahrzeuge vorhanden, 1971 waren noch acht Maschinen einsatzbereit.

## Erhaltene Lokomotiven

### ÖBB Ks 4866 / X 170.01
- Die in Österreich verbliebene Ks 4866 wurde von der Österreichischen Staatseisenbahn und 1947 von den Österreichischen Bundesbahnen der Zugförderungsleitung (Zfl) Bludenz zugeteilt und war im Wagenwerk Feldkirch, ab 1. Januar 1957 unter der Bezeichnung X 170.01 bis zu ihrer Ausmusterung 1958 im Dienst. 1962 wurde sie in der Hauptwerkstatt Floridsdorf umgebaut, wodurch sich ihr Äußeres änderte. Dort war bis im Einsatz, bevor sie 2015 dem Eisenbahnmuseum Strasshof übergeben wurde.[3]

### DB Ka / 381
- Die Ka 4862 fuhr viele Jahre beim Bahnhof Köln-Deutzerfeld, wobei sie in 381 005-8 umgezeichnet wurde. Nach der Ausmusterung am 31. Dezember 1980 wurde sie bis 2013 im internen Verschub weiterverwendet. 1996 wurde sie nach einer Aufarbeitung wieder als Ka 4862 bezeichnet, kam 2014 zum DB Museum Koblenz und wird von der BSW-Freizeitgruppe zur Erhaltung historischer Eisenbahnfahrzeuge Koblenz gepflegt.[4]
- Die Ka 4909, 4910 und 4979 waren in München beheimatet und dort im AW München-Freimann eingesetzt. Sie wurden in 381 011-6, 381 012-4 und 381 016-5 umgezeichnet. Nach der Ausmusterung am 2. April 1969 wurde die 381 011-6 als Gerät Ka 721.90.00.03 bis 1996 im AW München-Freimann eingesetzt und danach dem Bayerischen Eisenbahnmuseum in Nördlingen übergeben. 2018 war sie unrestauriert vorhanden. Die 381 012-4 wurde am 18. März 1979 ausgemustert und als Gerät Ka 721.90.00.02 bis 1996 im AW München-Freimann eingesetzt. Danach kam sie zum Bayerischen Eisenbahnmuseum in Nördlingen, das die Lokomotive 2001 an die Stadt Dorfen als Denkmal für die ehemalige Bahnstrecke Dorfen–Velden abgab. Die 381 016-5 wurde am 18. März 1979 ausgemustert und als Gerät Ka 721.90.00.01 bis 1994 im AW München-Freimann eingesetzt. Danach kam sie zum Bayerischen Eisenbahnmuseum, welches die Lokomotive wieder unter ihrer DB-Nummer an die Deutsche Privatbahn GmbH in Hameln abgab. 2010 kam sie zum Oldtimer Museum Rügen.[5][6][7]
- Die Ka 4984 war beim Ausbesserungswerk Limburg im Einsatz und wurde in 381 018-1 umgezeichnet. Nach ihrer Ausmusterung am 3. Februar 1972 wurde sie als Gerät 721.9000 beim Ausbesserungswerk Opladen verwendet. 1994 erhielt sie ihre Nummer 381 018-1 zurück und wurde am 20. September 1994 wieder in den aktiven Einsatzbestand überführt. Am 1. Juli 1996 wurde sie erneut ausgemustert und wiederum als Gerät im AW Opladen genutzt. Mit Schließung des Werks gelangte die Akkulok im November 2004 zum Ausbesserungswerk Dessau, wo sie 2019 noch vorhanden war.[8]
- Die Ka 4986 wurde die 381 013-2 und nach ihrer Ausmusterung Ende der 1960er Jahre bei den Stadtwerken in Rosenheim weiterverwendet. Die Lokomotive kam 1998 zum Bayerischen Moor- und Torfmuseum in Rottau am Chiemsee.[9]
- Die Ka 4987 wurde die 381 020-7 und 1997 dem Verkehrsmuseum Nürnberg übergeben. 2002 wurde sie als Gerät zum Bw Mainz-Bischofsheim verliehen.[10]